# Yasin Sülün
Yasin Sülün (Istanbul, 17 dicembre 1977) è un dirigente sportivo, allenatore di calcio ed ex calciatore turco, di ruolo centrocampista.

## Palmarès

### Giocatore

#### Competizioni nazionali
- Campionato turco: 1

Beşiktaş: 2002-2003
- Supercoppa di Turchia: 1

Beşiktaş: 1998